# Az-Zuchruf
Az-Zuchruf (arabisch الزخرف az-Zuḫruf ‚Der Prunk‘) ist die 43. Sure des Korans, sie enthält 89 Verse. Die Sure gehört zu den Teilen des Korans, die in der zweiten mekkanischen Periode offenbart wurden (615–620), mit Ausnahme von Vers 45, der in Medina verkündet wurde. Der Titel bezieht sich auf Vers 35, in dem der nutzlose Prunk des Diesseits zur Sprache kommt.
Die Sure beginnt nach der einleitenden Basmala mit den Buchstaben Ḥā' und Mīm, die auch am Beginn der Suren 40, 41, 42, 44, 45 und 46 stehen. Erstes Hauptthema ist der Glaube, zunächst an die Erhabenheit und Weisheit des Korans, dann an Gott als Schöpfer von Himmel und Erde, Menschen und Engel als Diener Gottes. Vers 7: „Und kein Gesandter kam zu ihnen, ohne dass sie ihn verspottet hätten“ wird in Sure 15:11 wörtlich wiederholt. Die „zwei Städte“, auf die die Mekkaner in Vers 31 anspielen, sind Mekka und Ta'if. Es folgen Hinweise auf die Prophetengeschichte: Abraham, Mohammed, Moses und Jesus, der „Sohn Marias“, dessen Rückkehr am Ende der Zeit in Vers 61 angesprochen wird. Der Schlussabschnitt ab Vers 78 enthält eine Klage über die Verstocktheit der Ungläubigen, die im grammatisch unvollständigen Vers 88 gipfelt: „Und bei seinem Ausspruch: 'O mein Herr, das sind Leute, die nicht glauben!'“